# Hemidactylus alkiyumii
Hemidactylus alkiyumii es una especie de gecos de la familia Gekkonidae.

## Distribución geográfica yhábitat
Es endémica de Dhofar (Omán). Su rango altitudinal oscila alrededor de 610 m s. n. m..